# Scott Plank
Scott Chapman Plank (* 11. November 1958 in Washington, D.C.; † 24. Oktober 2002 in Los Angeles, Kalifornien) war ein US-amerikanischer Schauspieler.

## Leben
Scott Plank hatte seinen ersten Filmauftritt als Tänzer in dem Film A Chorus Line. Bekannt in Deutschland wurde er mit der Serie Melrose Place und an der Seite von Lorenzo Lamas in Air America. Neben seinen zahlreichen Gastauftritten in verschiedenen Serien, hatte er immer wieder Theaterengagements. Der Film Guns Before Butter wurde erst nach seinem Tod veröffentlicht.
Scott Plank erlitt bei einem Verkehrsunfall am 21. Oktober 2002 schwere Verletzungen, denen er drei Tage später erlag.

## Filmografie (Auswahl)
- 1983: Miami Vice (Fernsehserie, Folge 3x19)
- 1988: Sheriff gesucht (Desert Rats, Fernsehfilm)
- 1989: Showdown in L.A. (L.A. Takedown, Fernsehfilm)
- 1991: Liebe auf Lebenszeit (Sons and Daughters, Fernsehserie, 7 Folgen)
- 1992–1995: Red Shoes Diaries (Fernsehserie, 2 Folgen)
- 1993: Bombenattentat in New York (Without Warning: Terror in the Towers, Fernsehfilm)
- 1993: Die Verschwörer (Dark Justice, Fernsehserie, Folge 3x10)
- 1994: Mord ist ihr Hobby (Murder, She Wrote, Fernsehserie, Folge 10x11)
- 1994: Walker, Texas Ranger (Fernsehserie, Folge 3x02)
- 1995: Flippers neue Abenteuer (Flipper, Fernsehserie, Folge 1x02)
- 1995–1996: Strange Luck – Dem Zufall auf der Spur (Strange Luck, Fernsehserie, 4 Folgen)
- 1996: Pacific Blue – Die Strandpolizei (Pacific Blue, Fernsehserie, Folge 2x08)
- 1997: Big Easy – Straßen der Sünde (The Big Easy, Fernsehserie, Folge 2x06)
- 1997–1998: Melrose Place (Fernsehserie, 12 Folgen)
- 1998–1999: Air America (Fernsehserie, 26 Folgen)
- 1999: Charmed – Zauberhafte Hexen (Charmed, Fernsehserie, Folge 1x19)
- 1999: Emergency Room – Die Notaufnahme (ER, Fernsehserie, Folge 6x01)
- 2000–2001: Baywatch – Die Rettungsschwimmer von Malibu (Baywatch, Fernsehserie, 4 Folgen)
- 2001–2003: Lady Cops – Knallhart weiblich (Lady Cops, Fernsehserie, 6 Folgen)
- 2001: New York Cops – NYPD Blue (NYPD Blue, Fernsehserie, Folge 9x06)
- 2002: CSI: Den Tätern auf der Spur (CSI: Crime Scene Investigation, Fernsehserie, Folge 2x18)
- 2003: Das Geheimnis von Green Lake (Holes)
- 2005: Guns Before Butter